# رالی اروپای مرکزی ۲۰۲۳
رالی اروپای مرکزی ۲۰۲۳ (همچنین با عنوان رالی اروپایی مرکزی ۲۰۲۳ نیز شناخته می‌شود) یک رویداد اتومبیل رانی برای خودروهای رالی بود که از ۲۶ تا ۲۹ اکتبر ۲۰۲۳ برگزار شد. این اولین دوره رالی اروپای مرکزی و دوازدهمین دور از از رالی قهرمانی جهان ۲۰۲۳ مسابقات رالی قهرمانی جهان ۲ و مسابقات رالی قهرمانی جهان ۳ بود. این رویداد در پاسائو، بایرن، آلمان که بیش از هجده مرحله ویژه که در مجموع مسافت رقابتی ۳۱۱٫۷۹ کیلومتر (۱۹۳٫۷۴ مایل) را پوشش می‌داد، برگزار شد.